# Cymatosirales
Cymatosirales, red alga kremenjašica opisan 1990. ismješten u vlastiti podrazred Cymatosirophycidae; dio je razreda Mediophyceae. Sastoji se od dvije porodice s 94 vrste

## Porodice
1. Cymatosiraceae Hasle, Stosch & Syvertsen, 1983
2. Rutilariaceae De Toni, 1894

## Drugi projekti
|  | Zajednički poslužitelj ima još gradiva o temi Cymatosirales |
|  | Wikivrste imaju podatke o taksonu Cymatosirales             |